# Österreichisches Anwaltsblatt
Das Österreichische Anwaltsblatt (AnwBl) ist das offizielle Organ des  Österreichischen Rechtsanwaltkammertages und der österreichischen Rechtsanwaltskammern. Die monatlich in  der Manz’schen Verlags- und Universitätsbuchhandlung GmbH in Wien in einer Auflage von 10.100 Stück erscheinende juristische Fachzeitschrift widmet sich vor allem dem Standesrecht der Rechtsanwaltschaft.